# Amphichthys rubigenis
Amphichthys rubigenis är en fiskart som beskrevs av Swainson, 1839. Amphichthys rubigenis ingår i släktet Amphichthys och familjen paddfiskar. Inga underarter finns listade i Catalogue of Life.